# 6月19日
6月19日（ろくがつじゅうくにち）は、グレゴリオ暦で年始から170日目（閏年では171日目）にあたり、年末まであと195日ある。

## できごと

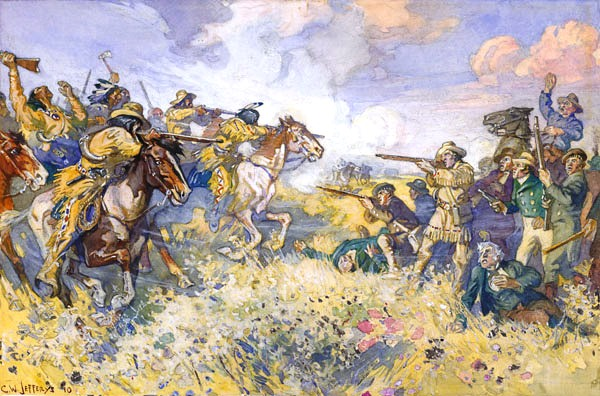
カナダの毛皮利権を争うセブン・オークスの戦い(1816)

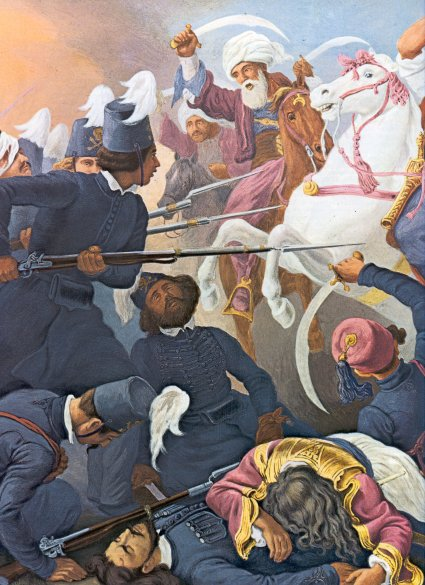
ドラガシャニの戦い(1821)

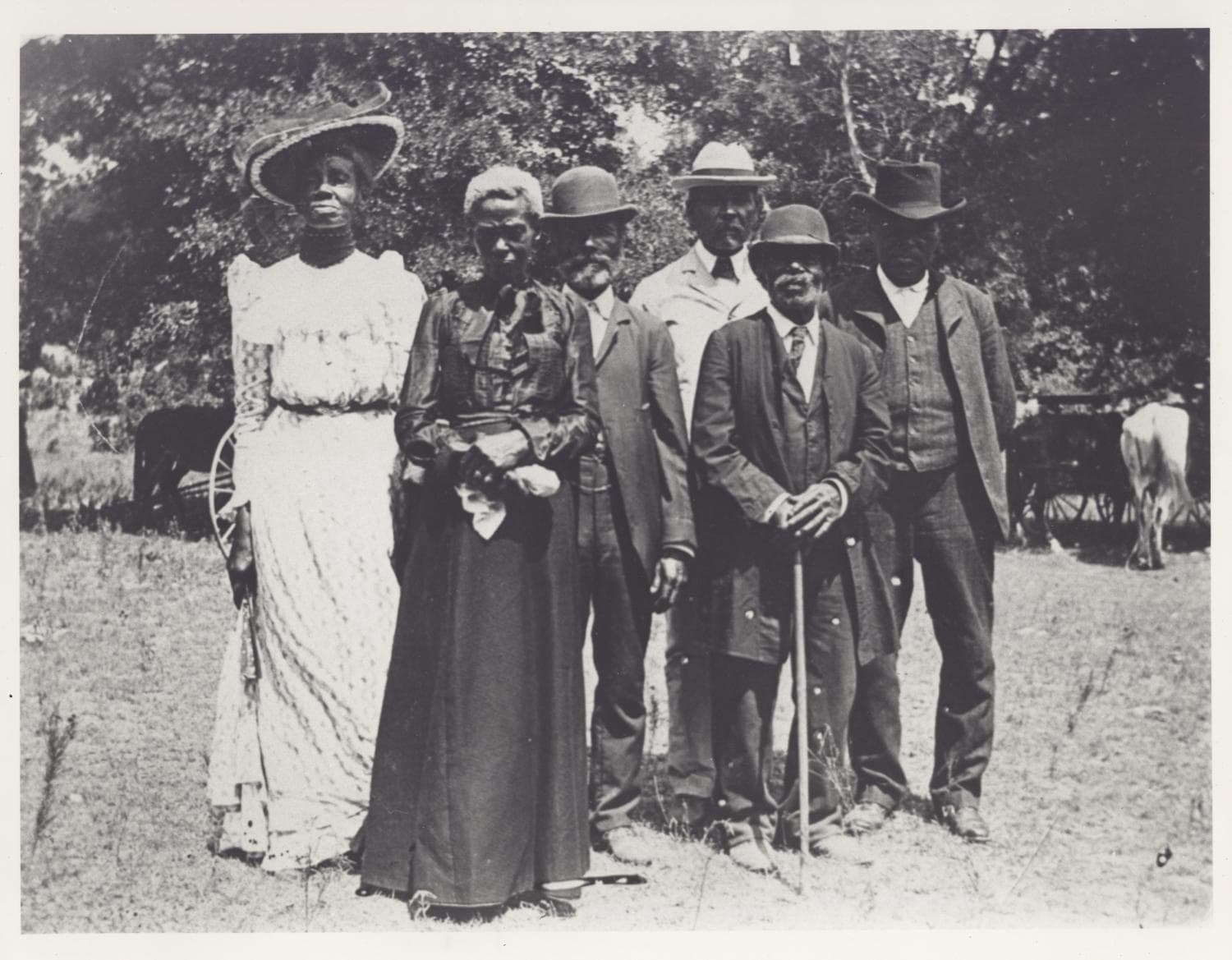
奴隷制度の残る最後の州であったテキサス州で奴隷が解放される(1865)。画像は1900年の:en:Juneteenth

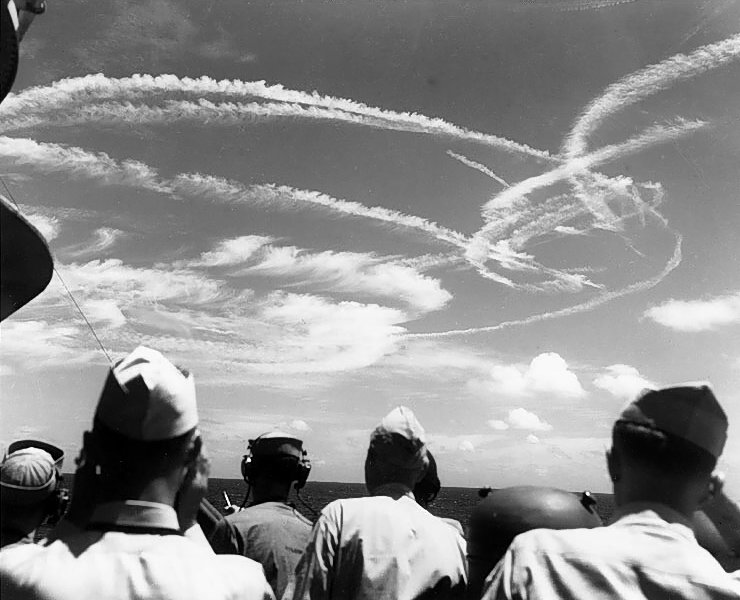
第二次世界大戦、マリアナ沖海戦(1944)。日本は「マリアナの七面鳥撃ち」と呼ばれるほどの一方的な大敗を喫した。

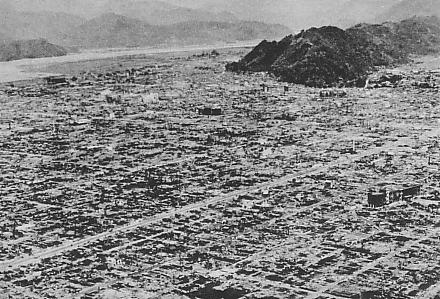
静岡大空襲・福岡大空襲(1945)。画像は空襲後の静岡。

- 325年 - 第1ニカイア公会議でニカイア信条が採択される[1]。以後第1コンスタンティノポリス公会議（381年）などで増補を見る。
- 1179年 - ノルウェー内戦時代（英語版）：ノルウェーのトロンハイム近郊（旧称Kalvskinnet）で戦闘が起こり、アーリン・スカッケ（Erling Skakke）が戦死。
- 1306年 - メスヴェンの戦い（英語版）。ペンブルック伯の軍がスコットランド王のロバート・ブルースを破る。
- 1333年（元弘3年/正慶2年5月7日） - 倒幕に転じた足利高氏らの攻撃により六波羅探題が陥落。
- 1419年 - 応永の外寇。李氏朝鮮軍が対馬に上陸。
- 1586年 - ロアノーク植民地の確立に失敗したイングランド人たちがロアノーク島を去る。
- 1718年 - 地滑りにより通渭・甘粛地震（英語版）が発生し、中国（当時清）で73,000人が死亡[2]。
- 1754年 - オールバニ会議がはじまり、同年7月11日まで13植民地とインディアンの代表者が会議を行う。
- 1800年 - フランス革命戦争（第二次対仏大同盟）：ヘヒシュテットの戦い（英語版）
- 1816年 - セブン・オークスの戦い。カナダで、毛皮交易をめぐり交易会社2社が戦闘。
- 1821年 - ギリシャ独立戦争: ドラガシャニの戦い。フィリキ・エテリアがオスマン帝国に敗れ壊滅。
- 1846年 - 公式な記録に残る史上初の野球の試合がニュージャージー州ホーボーケンのエリシアン球場で行われる。ニューヨークベースボールクラブがニッカーボッカーズを23–1で勝利。
- 1850年 - ルイーゼ・ファン・オラニエ＝ナッサウがスウェーデン＝ノルウェー王太子カールとストックホルムで結婚。
- 1862年 - アメリカ合衆国議会がドレッド・スコット対サンフォード事件の判決を破棄して、アメリカ合衆国の領域内での奴隷制を禁止。
- 1865年 - 奴隷解放宣言の2年後、アメリカ合衆国で最も遅くテキサス州ガルベストンの奴隷に自身が自由になったことが知らされる（1866年以降現在までにテキサス州ほか36州でジューンティーンスとして祝われ、2021年6月17日には正式な祝日となった）。
- 1867年 - メキシコの自由主義勢力がケレタロでメキシコ皇帝マクシミリアンを処刑。
- 1868年 - ヨハン・シュトラウス2世のワルツ『ウィーンの森の物語』が初演される。
- 1875年 - 反オスマン帝国を掲げたヘルツェゴヴィナ蜂起が勃発。
- 1877年 - 汽車で横浜から東京へ向かう途中、エドワード・S・モースが大森 (大田区)付近で貝塚を発見する。大森貝塚では、日本初の学術的発掘調査が行われた[3]。
- 1890年 - 北十津川村廃村。
- 1903年 - ベニート・ムッソリーニがベルン警察に逮捕される。
- 1910年 - ワシントン州スポケーンで初の父の日が祝われる。
- 1913年 - 南アフリカで1913年先住民土地法（Natives Land Act, 1913）が施行される。
- 1915年 - アメリカ海軍の戦艦「アリゾナ」が進水。
- 1927年 - 新潟県見附町で大火。家屋150戸、織物工場23棟が全焼。隣接する葛巻村にも延焼[4]。
- 1932年 - 廣野ゴルフ倶楽部開場。
- 1933年 - オーストリアがナチス（国民社会主義ドイツ労働者党）を非合法化。
- 1933年 - 丹那トンネルが貫通。同年12月1日に開業した。
- 1934年 - アメリカで、1934年通信法（英語版）が施行され、連邦通信委員会（FCC）が発足。
- 1936年 - ギリシャ、トルコ、ソ連、中国、日本などで皆既日食が観測された。
- 1937年 - 黒河下流の乾岔子島と金阿穆河島でソビエト連邦・満州国両軍が衝突（乾岔子島事件）。
- 1943年 - 第二次世界大戦による選手不足のため、NFLのフィラデルフィア・イーグルスとピッツバーグ・スティーラーズが1シーズン合併し「スティーグルス（Steagles）」を結成。
- 1944年 - 第二次世界大戦・マリアナ・パラオ諸島の戦い: マリアナ沖海戦。
- 1945年 - 第二次世界大戦・日本本土空襲: 静岡大空襲・福岡大空襲。
- 1947年 - パン・アメリカン航空121便墜落事故（Pan Am Flight 121）。
- 1948年 - 玉川上水で太宰治と山崎富栄の心中遺体が発見される。
- 1948年 - 衆議院で「教育勅語等排除に関する決議」が、参議院で「教育勅語等の失効確認に関する決議」がそれぞれ可決。
- 1951年 - 読売ジャイアンツが米マイナーリーグからスカウトしたハワイ移民2世の与那嶺要（ウォーリー与那嶺）が公式戦初登場。戦後初の外国人選手。
- 1953年 - ローゼンバーグ事件: ローゼンバーグ夫妻が処刑。
- 1954年 - 名古屋テレビ塔が竣工。
- 1954年 - 琉球政府計画移民第一陣269人がボリビアへ出発[5]。
- 1955年 - 近鉄パールスの武智文雄がパ・リーグでは初、日本プロ野球史上2人目の完全試合を達成。
- 1959年 - アメリカ軍の那覇サイト（現・那覇空港）で核ミサイルの誤射事故。死者1人、負傷者6人。
- 1960年 - 安保闘争: デモ隊33万人が徹夜で国会を包囲する中、新日米安保条約が参議院の議決がないまま午前零時に自然成立。
- 1960年 - 初となるNASCARのレース第1回ワールド600（英語版）がシャーロットモータースピードウェイで開催。
- 1961年 - クウェートがイギリス保護領から独立。
- 1964年 - 初の日米間太平洋横断海底ケーブルTPC-1が開通。
- 1964年 - 1964年公民権法が米国上院で83日間の議事妨害の末に成立。
- 1965年 - アルジェリア大統領ベン・ベラが軍事クーデターで失脚、ウアリ・ブーメディエン（英語版）が後任となる。
- 1965年 - グエン・カオ・キが南ベトナムの首相に就任。
- 1970年 - 特許協力条約調印。
- 1970年 - エドワード・ヒースがイギリスの第68代首相に就任。
- 1970年 - 下関 - 韓国・釜山の関釜フェリーが運航開始。
- 1976年 - スウェーデン王カール16世グスタフがドイツ人女性ジルフィア・レナーテ・ゾマラートと結婚。
- 1978年 - アメリカで新聞漫画『ガーフィールド』の連載が開始。
- 1984年 - デンマーク政府が、この年に亡くなった植村直己が1978年のグリーンランド縦断の際の到達点とした「ヌナタック峰」を「ヌナタック・ウエムラ峰」と呼称することを決定。
- 1985年 - 投資ジャーナル事件で、投資顧問会社・投資ジャーナルの元会長中江滋樹らが詐欺罪で逮捕。
- 1985年 - エルサルバドルで中米労働者革命党（en:Revolutionary_Party_of_Central_American_Workers）の兵士によるゾナ・ロサ攻撃（1985_Zona_Rosa_attacks）が発生。
- 1986年 - ベトナムの二重体児ベトちゃんドクちゃんが急性脳症の治療のため東京で手術。
- 1987年 - バスク地方の分離独立を掲げるバスク祖国と自由（ETA）がバルセロナのショッピングセンターで車爆弾によるテロ。45名の死者を出す（en:1987 Hipercor bombing）。
- 1988年 - ローマ法王のヨハネ・パウロ2世が117名のベトナム殉教者（Vietnamese Martyrs）を列聖。
- 1990年 - 先住民及び部族民条約（Indigenous and Tribal Peoples Convention）をノルウェーが世界で初めて批准。
- 1990年 - ロシア・ソビエト連邦社会主義共和国共産党が設立。
- 2000年 - 大阪証券取引所で株式市場ナスダック・ジャパン（現・ヘラクレス）が取引開始。
- 2002年 - アフガニスタンのロヤ・ジルガ（大会議）によりアフガニスタン・イスラム移行国（英語版）が成立。アフガニスタン暫定行政機構のハーミド・カルザイ議長が大統領に就任。
- 2002年 - 鈴木宗男事件: 衆議院議員の鈴木宗男が斡旋収賄の容疑で逮捕。
- 2005年 - 脱線事故で4月25日以来不通となっていた福知山線（JR宝塚線）尼崎駅 - 宝塚駅間が運転再開。
- 2005年 - 韓国で漣川軍部隊銃乱射事件が起こる。
- 2005年 - この年のアメリカグランプリにて出走したカートのうち、安全性に懸念のあるミシュランタイヤを装着した14台がフォーメーションラップを終えた時点でリタイアし、ブリヂストンタイヤの3チーム6台だけがレースに出場することに。
- 2007年 - 東京都渋谷区の女性専用会員制温泉施設「松濤温泉シエスパ」でガス爆発事故発生。女性従業員3名が死亡。
- 2007年 - バグダッドでアル＝キラニ・モスク爆撃（2007_al-Khilani_Mosque_bombing）。
- 2007年 - YouTubeのインターフェース等が日本語・フランス語版を含めた10か国語に対応[6]。
- 2009年 - 石首事件（Shishou incident）が勃発。
- 2009年 - タリバンやイスラム反政府勢力の連邦直轄部族地域に対し、パキスタンがラー=エ=ニジャット作戦（Operation_Rah-e-Nijat）を行う。
- 2012年 - 有料放送が無料で視聴できるよう、B-CASカードを不正改造して販売していた東京都在住の男が不正競争防止法違反容疑で京都府警に逮捕（B-CASカード不正で初の立件）[7]。
- 2016年 - 日本で改正公職選挙法施行[8]。選挙権年齢が20歳以上から18歳以上に引き下げられる。
- 2018年 - 史上1,000万番目のアメリカ合衆国特許が発行[9]。
- 2018年 - アントワン・ローズ2世（Antwon Rose II）がイースト・ピッツバーグで車上荒らしに遭い、同地の警察のマイケル・ロスフェルド（Michael Rosfeld）巡査に撃たれて死亡[10]。
- 2021年 - ビックカメラとユニクロのコラボ店舗「ビックロ」からユニクロが撤退、6月20日よりビックカメラ 新宿東口店となる。
- 2022年 - コロンビア大統領選挙で中道左派のグスタボ・ペトロが当選。史上初の左派政権が誕生。

## 誕生日
| 好奇心は虚栄でしかない。大概は、人が何かを知ろうとするのはそれを喋りたいがためだけである。――『パンセ』 |

| 西洋文明が太平洋にもたらされる時、その最初に現れる兆候はいつも死であった。 |

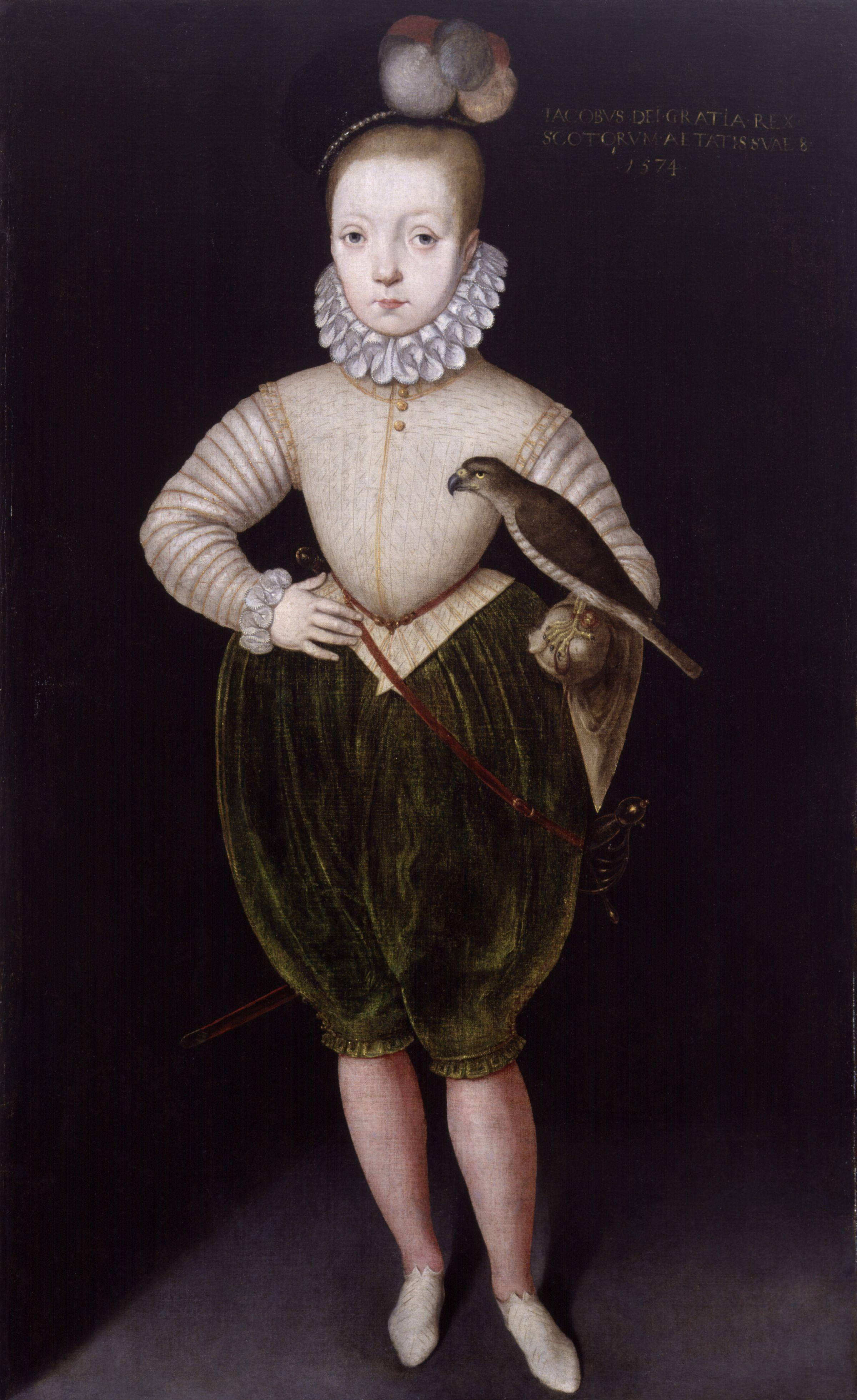
イングランド王ジェームズ1世(1566-1625)誕生。

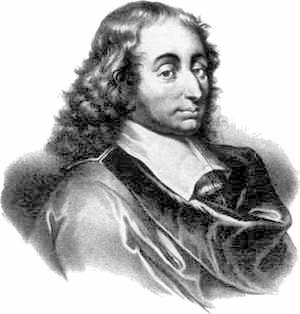
科学者・哲学者、ブレーズ・パスカル(1623-1662)誕生。

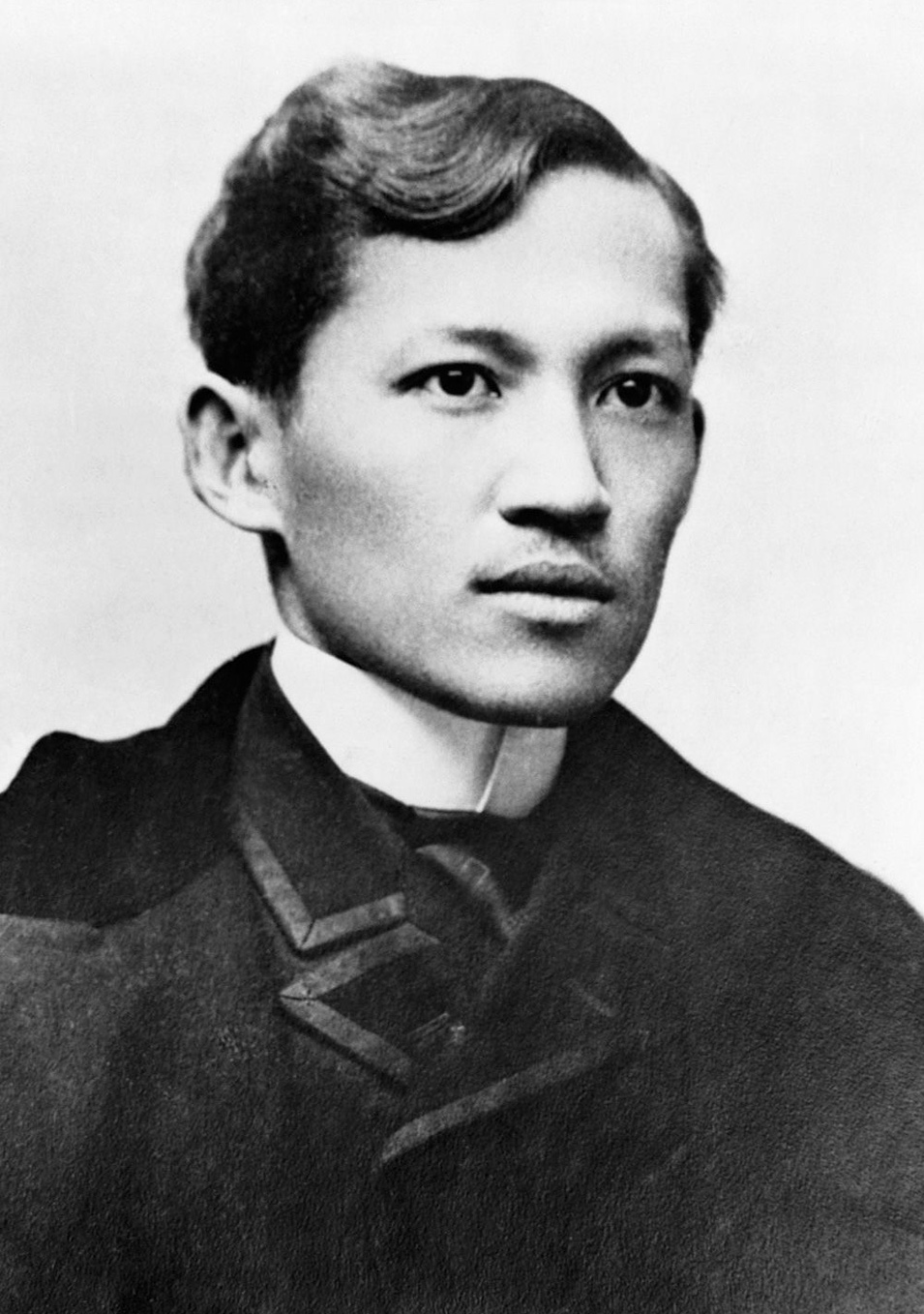
フィリピンの独立運動家、ホセ・リサール(1861-1896)誕生。

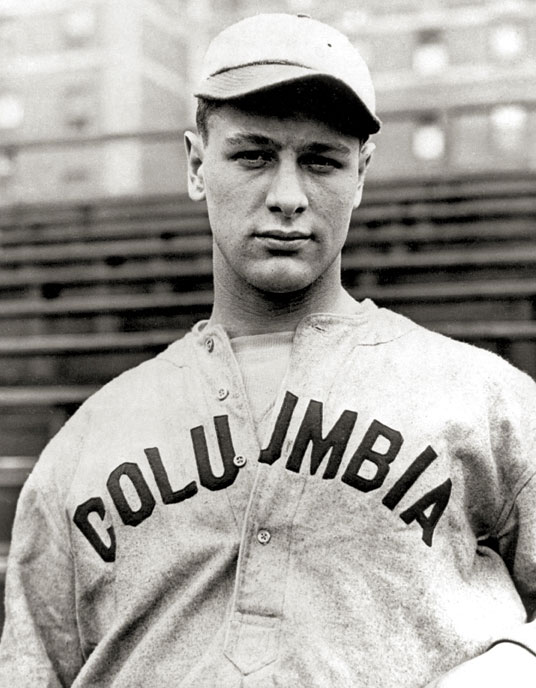
大リーガー、「鉄の馬」ルー・ゲーリッグ(1903-1941)誕生。

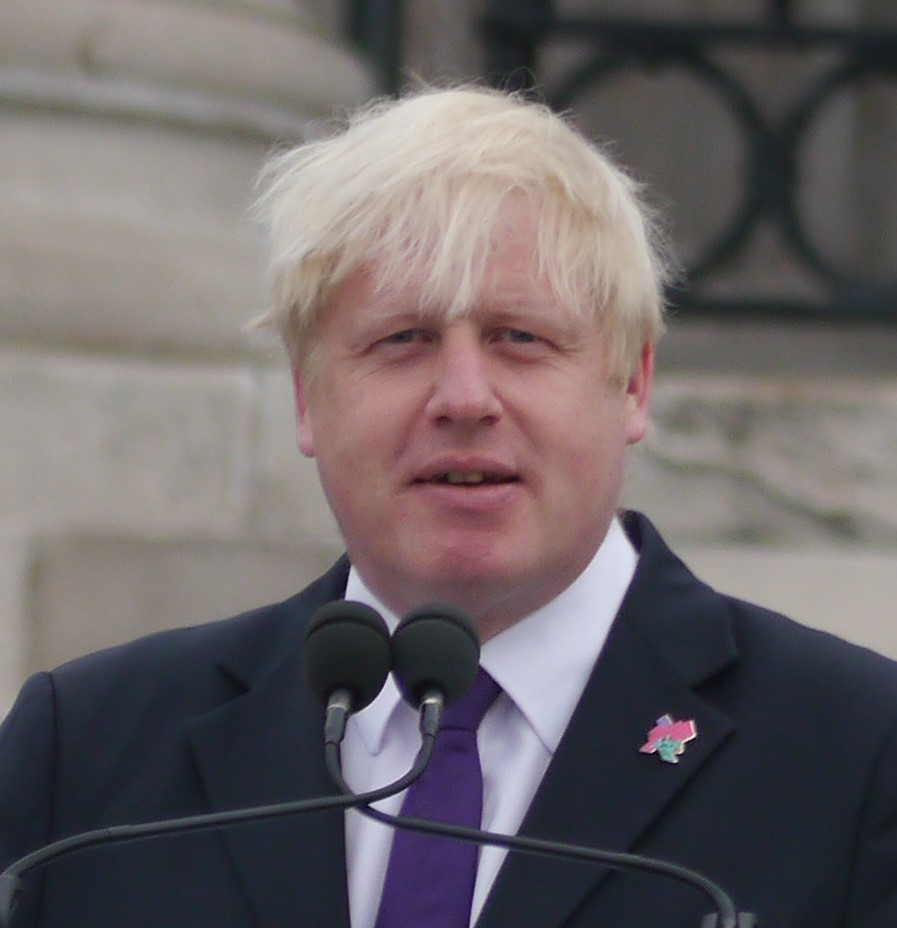
第77代イギリス首相、ボリス・ジョンソン(1964-)誕生。

- 1301年（正安3年5月12日） - 守邦親王、鎌倉幕府第9代将軍（+ 1333年）
- 1417年 - シジスモンド・パンドルフォ・マラテスタ、コンドッティエーレ（+ 1468年）
- 1566年 - ジェームズ1世、スコットランド・イングランド国王（+ 1625年）
- 1590年 - フィリップ・ベル（英語版）、植民地総督（+ 1678年）
- 1595年 - グル・ハルゴービンド、シク教の第6代グル（+ 1645年）
- 1598年 - ギルバート・シェルドン（英語版）、カンタベリー大主教（+ 1677年）
- 1606年 - ジェイムズ・ハミルトン、初代ハミルトン公爵（+ 1649年）
- 1623年 - ブレーズ・パスカル、哲学者、数学者、物理学者（+ 1662年）
- 1633年 - フィリップ・ファン・リンボルヒ（Philipp van Limborch）、神学者（+ 1712年）
- 1698年（元禄11年5月12日） - 青木昆陽、蘭学者（+ 1769年）
- 1701年 - フランソワ・レベウ（フランス語版）、ヴァイオリニスト（+ 1775年）
- 1731年 - マシャドゥ・デ・カストロ（ポルトガル語版）、彫刻家（+ 1822年）
- 1763年 - ヨハン・アルガイエル、チェスプレイヤー（+ 1823年）
- 1764年 - ホセ・ヘルバシオ・アルティガス（José Gervasio Artigas）、ウルグアイの独立運動指導者（+ 1850年）
- 1771年 - ジョセフ・ジェルゴンヌ、数学者（+ 1859年）
- 1776年 - フランシス・ジョンソン（英語版）、政治家（+ 1842年）
- 1782年 - フェリシテ・ド・ラムネー、キリスト教社会主義思想家（+ 1854年）
- 1783年 - フリードリヒ・ゼルチュルナー、薬剤師（+ 1841年）
- 1793年 - ジョセフ・アール・シェフィールド（英語版）、実業家、慈善家（+ 1882年）
- 1795年 - ジェイムズ・ブレイド、外科医・催眠研究者（+ 1860年）
- 1797年 - ハミルトン・ヒューム（英語版）、探検家（+ 1873年）
- 1806年 - ヨハン・ネポムク・ホーフツィンザー、マジシャン（+ 1875年）
- 1815年 - コーネリアス・クリーグホフ、画家（+ 1872年）
- 1816年 - ウィリアム・ヘンリー・ウェブ（英語版）、実業家（+ 1899年）
- 1833年 - メアリー・テニー・グレイ（英語版）、慈善家、社会活動家（+ 1904年）
- 1834年 - チャールズ・スポルジョン、バプテスト派の牧師・伝道者（+ 1892年）
- 1840年 - ゲオルク・カール・マリア・ザイトリッツ（ドイツ語版）、昆虫学者（+ 1917年）
- 1843年 - メアリー・シベット・コプリー（英語版）、慈善家（+ 1929年）
- 1846年 - アントニオ・アベッティ、天文学者（+ 1928年）
- 1846年 - 鈴木ナカ、実業家、味の素株創業者二代目鈴木三郎助の母（+ 1905年）
- 1850年 - デイヴィッド・ジェイン・ヒル、政治家、外交官、歴史家、第24代アメリカ合衆国国務次官補（+ 1932年）
- 1851年 - スィルヴァナス・フィリップス・トンプソン（英語版）、物理学者、エンジニア（+ 1916年）
- 1854年 - アルフレード・カタラーニ、作曲家（+ 1893年）
- 1854年 - Hjalmar Mellin、数学者（+ 1933年）
- 1855年 - ジョージ・F・ロッシュ（英語版）、政治家（+ 1917年）
- 1858年 - サム・ウォルター・フォス（英語版）、詩人（+ 1911年）
- 1861年 - ホセ・リサール、フィリピン独立の英雄（+ 1896年）
- 1861年 - ダグラス・ヘイグ、初代ヘイグ伯爵（英語版）（+ 1928年）
- 1865年 - メイ・ウィッティ、女優（+ 1948年）
- 1868年 - ハインリヒ・シェンカー、音楽学者（+ 1935年）
- 1872年 - セオドア・ペイン（英語版）、庭師、生物学者（+ 1963年）
- 1874年 - 久留島武彦、児童文学者（+ 1960年）
- 1874年 - ペーデル・オラフ・ペデルセン（デンマーク語版）、物理学者（+ 1941年）
- 1876年 - ナイジェル・グレズリー、蒸気機関車技術者（+ 1941年）
- 1877年 - チャールズ・コバーン、俳優（+ 1961年）
- 1877年 - マギネル・ライト・エンライト（英語版）、イラストレーター（+ 1966年）
- 1878年 - ヤコフ・ユロフスキー、ニコライ2世殺害の銃殺隊を指揮（+ 1938年）
- 1880年 - 山崎達之輔、政治家（+ 1948年）
- 1883年 - グラディス・ミルズ・フィップス（英語版）、馬主（+ 1970年）
- 1884年 - エディ・シーコット、プロ野球選手（+ 1969年）
- 1884年 - ジョルジュ・リブモン＝デサイニュ（フランス語版）、画家、歴史家（+ 1974年）
- 1888年 - アーサー・マッセイ・ベリー（英語版）、軍人（+ 1970年）
- 1891年 - ジョン・ハートフィールド、写真家、ダダイスト（+ 1968年）
- 1896年 - ウォリス・シンプソン、ウィンザー公エドワードの妻（+ 1986年）
- 1896年 - ラジャニ・パルメ・ダット（英語版）、ジャーナリスト（+ 1974年）
- 1897年 - シリル・ヒンシェルウッド、化学者（+ 1967年）
- 1897年 - モー・ハワード、コメディアン、俳優、映画監督（+ 1975年）
- 1902年 - ガイ・ロンバード（英語版）、ヴァイオリニスト（+ 1977年）
- 1903年 - 木村恵吾、映画監督、脚本家（+ 1986年）
- 1903年 - メアリー・キャラリー（英語版）、彫刻家（+ 1977年）
- 1903年 - ウォーリー・ハモンド、クリケット選手（+ 1965年）
- 1903年 - ルー・ゲーリッグ、プロ野球選手（+ 1941年）
- 1903年 - ハンス・リッテン（英語版、ドイツ語版）、弁護士（+ 1938年）
- 1905年 - ミルドレッド・ナトウィック、女優（+ 1994年）
- 1906年 - エルンスト・ボリス・チェーン、生化学者（+ 1979年）
- 1906年 - クヌト・クローン、サッカー選手（+ 1975年）
- 1906年 - ヴァルター・ラウフ、親衛隊（SS）の将校（+ 1984年）
- 1907年 - クラレンス・ワイズマン（英語版）、第10代救世軍万国総督（+ 1985年）
- 1909年 - 太宰治、作家（+ 1948年）
- 1909年 - 村山古郷、俳人（+ 1986年）
- 1909年 - 仲みどり、女優（+ 1945年）
- 1909年 - 大石武一、政治家（+ 2003年）
- 1910年 - ポール・フローリー、化学者（+ 1985年）
- 1910年 - シドニー・アラード（英語版）、ラリードライバー、実業家（+ 1966年）
- 1910年 - エイブ・フォータス（英語版）、弁護士（+ 1982年）
- 1912年 - 和田信賢、NHKアナウンサー（+ 1952年）
- 1912年 - ドン・ガタリッジ（英語版）、野球選手（+ 2008年）
- 1912年 - ヴァージニア・マクワッターズ（英語版）、歌手（+ 2005年）
- 1913年 - 市古宙三、中国史学者、お茶の水女子大学名誉教授（+ 2014年）
- 1913年 - 斎藤栄三郎、政治家、経済評論家（+ 2000年）
- 1913年 - ヘレン・マディソン、競泳選手（+ 1970年）
- 1914年 - アラン・クランストン（英語版）、政治家、ジャーナリスト（+ 2000年）
- 1914年 - レスター・フラット、ブルーグラス歌手（+ 1979年）
- 1915年 - パット・バトラム（英語版）、俳優（+ 1994年）
- 1917年 - ジョシュア・ンコモ（英語版）、初代ジンバブエ副大統領（+ 1999年）
- 1919年 - ポーリン・ケイル、映画批評家（+ 2001年）
- 1920年 - イヴ・ロベール、俳優、脚本家（+ 2002年）
- 1921年 - パトリシア・ライトソン、児童文学作家（+ 2010年）
- 1921年 - ルイ・ジュールダン、俳優（+ 2015年）
- 1921年 - 津田延代、声優（+ 2018年）
- 1922年 - オーゲ・ニールス・ボーア、物理学者（+ 2009年）
- 1922年 - マリリン・Ｐ・ジョンソン（英語版）、外交官（+ 2022年）
- 1923年 - ボブ・ハンク（英語版）、オーストラリアンフットボール選手（+ 2012年）
- 1924年 - レオ・ノメリーニ、プロレスラー、アメリカン・フットボール選手（+ 2000年）
- 1926年 - エルナ・シュナイダー・フーヴァー（英語版）、数学者
- 1926年 - アンネリーゼ・ローテンベルガー、ソプラノ歌手（+ 2010年）
- 1926年 - 大内山平吉、大相撲力士（+ 1985年）
- 1927年 - ルシアーノ・ベンジャミン・メネンデス（英語版）、軍人（+ 2018年）
- 1927年 - 鈴木昭生、俳優、声優（+ 2009年）
- 1927年 - 藤岡豊、アニメプロデューサー（+ 1996年）
- 1928年 - 長谷川龍生、詩人（+ 2019年）
- 1928年 - トミー・デヴィート、ミュージシャン（+ 2020年）
- 1928年 - ガブリエル・バンサン、絵本作家（+ 2000年）
- 1928年 - ナンシー・マーシャン、女優（+ 2000年）
- 1929年 - 日下隆、元プロ野球選手（+ 2010年）
- 1930年 - ジーナ・ローランズ、女優（+ 2024年）
- 1932年 - ピア・アンジェリ、女優（+ 1971年）
- 1932年 - マリサ・パヴァン、女優（+ 2023年）
- 1932年 - ホセ・サンチス・グラウ（英語版）、漫画家（+ 2011年）
- 1933年 - 和田功、元プロ野球選手
- 1933年 - ビクトル・パツァーエフ、宇宙飛行士（+ 1971年）
- 1933年 - マイケル・M・エイムズ（英語版）、人類学者、社会学者（+ 2006年）
- 1934年 - 横山マコト、お笑いタレント（横山ホットブラザーズ）（+ 2022年）
- 1934年 - ジェラール・ラトルチュ、政治家,、第12代ハイチ共和国首相（+ 2023年）
- 1936年 - 青野武、声優（+ 2012年）
- 1936年 - 木村汎、政治学者（+ 2019年）
- 1936年 - マリサ・ガルヴァニー（英語版）、歌手
- 1937年 - アンドレ・グリュックスマン、政治哲学者（+ 2015年）
- 1937年 - 大和屋竺、脚本家、映画監督、俳優（+ 1993年）
- 1938年 - ワフー・マクダニエル、プロレスラー、アメリカンフットボール選手（+ 2002年）
- 1938年 - イアン・スミス（英語版）、俳優
- 1939年 - ジョン・F・マッカーサーJr、牧師（+ 2025年）
- 1939年 - アル・ウィルソン（英語版）、歌手（+ 2008年）
- 1940年 - 田中直紀、政治家
- 1940年 - 張本勲、元プロ野球選手
- 1940年 - 寺田典城、元政治家、14-16代秋田県知事
- 1941年 - 丸山正雄、アニメプロデューサー
- 1941年 - やまさき十三、漫画原作者
- 1941年 - ヴァーツラフ・クラウス、チェコ共和国第2代大統領
- 1942年 - メラタ・ミタ（英語版）、映画プロデューサー（+ 2010年）
- 1944年 - 伊藤久敏、元プロ野球選手
- 1944年 - シコ・ブアルキ、詩人、歌手、音楽家、作曲家
- 1944年 - リチャード・モネット（英語版）、俳優（+ 2008年）
- 1944年 - ピーター・バーデンス、キーボード奏者（+ 2002年）
- 1945年 - アウンサンスーチー、ミャンマーの民主化指導者
- 1945年 - ラドヴァン・カラジッチ、政治家
- 1945年 - トバイアス・ウルフ、小説家
- 1945年 - 半沢士郎、元プロ野球選手
- 1946年 - 北山修、ミュージシャン、精神科医
- 1946年 - ジミー・グリーンホフ（英語版）、サッカー選手
- 1947年 - フレディ・ヘッド、騎手、調教師
- 1947年 - サルマン・ラシュディ、小説家
- 1947年 - ジョン・ラルストン・ソウル、作家
- 1948年 - あべ弘士、絵本作家
- 1948年 - 柏野健三、福祉経済学者、英国思想研究者、ウィリアム・ベヴァリッジ研究者
- 1948年 - ニック・ドレイク、シンガーソングライター（+ 1974年）
- 1948年 - フィリシャ・ラシャド（英語版）、女優
- 1949年 - 川辺真、作曲家、編曲家
- 1949年 - ジェリー・ロイス、元プロ野球選手
- 1949年 - フィリップ・デスコーラ、人類学者
- 1950年 - アン・ウィルソン、リードボーカル
- 1950年 - ネイル・アッシャー・スィルバーマン（英語版）、考古学者
- 1951年 - 森田浩康、アナウンサー
- 1951年 - フランチェスコ・モゼール、自転車競技選手
- 1951年 - アイマン・ザワヒリ、アルカイダの幹部、外科医
- 1952年 - 小俣雅子、フリーアナウンサー
- 1952年 - 三村裕史、政治家、広島県安芸郡熊野町長
- 1952年 - ボブ・エインズウォース（英語版）、政治家
- 1953年 - 羽田耕一、元プロ野球選手
- 1954年 - キャスリーン・ターナー、女優
- 1954年 - 大宮龍男、元プロ野球選手
- 1954年 - マイク・オブライエン（英語版）、政治家
- 1954年 - ロウ・パールマン（英語版）、音楽プロデューサー
- 1955年 - メアリー・シャピロ（英語版）、政治家
- 1957年 - ロバート・ギブソン、元プロ野球選手
- 1957年 - イレーナ・グラフェナウアー、フルート奏者
- 1957年 - アンナ・リンド、スウェーデン環境大臣・外務大臣（+ 2003年）
- 1958年 - セルゲイ・マカロフ（英語版）、アイスホッケー選手
- 1959年 - マーク・ディバージ（英語版）、歌手
- 1959年 - クリスティアン・ヴルフ、第10代ドイツ連邦大統領
- 1960年 - 浦口直樹、アナウンサー
- 1960年 - アンドリュー・ディルノット（英語版）、経済学者
- 1960年 - ジョニー・グレイ（英語版）、陸上選手
- 1960年 - ルーク・モーリー、ギタリスト
- 1960年 - パッティ・リッツォ（英語版）、ゴルフ選手
- 1961年 - 神谷万丈、国際政治学者
- 1962年 - 小沢仁志、俳優
- 1962年 - 千倉真理、タレント
- 1962年 - 西本和人、元プロ野球選手
- 1962年 - ポーラ・アブドゥル、歌手、ダンサー
- 1962年 - 山下規介、俳優
- 1964年 - 温水洋一、俳優
- 1964年 - ケビン・シュワンツ、ロードレースライダー
- 1964年 - ボリス・ジョンソン、政治家、第77代イギリス首相
- 1964年 - 石原宏高、政治家
- 1965年 - ザビーネ・ブラウン、陸上競技選手
- 1965年 - フランティシェク・ミスリヴィエチェク、サッカー選手
- 1967年 - 宮内仁一、プロ野球選手
- 1967年 - ビョルン・ダーリ、クロスカントリースキー選手
- 1968年 - 中村良二、元プロ野球選手
- 1969年 - KABA.ちゃん、振り付け師、タレント
- 1969年 - 木多康昭、漫画家
- 1970年 - 鈴木淳、声優
- 1971年 - アンドレア・サルトレッティ、バレーボール選手
- 1971年 - DAITA、ギタリスト
- 1972年 - 和田一浩、元プロ野球選手
- 1972年 - ロビン・タニー、女優
- 1973年 - 中澤裕子、タレント、歌手（元モーニング娘。）
- 1973年 - 城井朋子、フリーアナウンサー
- 1973年 - 薮田安彦、元プロ野球選手
- 1973年 - 杉本友、元プロ野球選手
- 1974年 - 村上知奈美、フリーアナウンサー
- 1974年 - ダグ・ミントケイビッチ、元プロ野球選手
- 1976年 - 福井博章、俳優
- 1976年 - 内間政成、お笑いタレント（スリムクラブ）
- 1977年 - 矢野了平、構成作家
- 1977年 - ブルース・チェン、元プロ野球選手
- 1977年 - マリア・チオンカン、陸上競技選手（+ 2007年）
- 1978年 - 中橋愛生、作曲家
- 1978年 - ダーク・ノヴィツキー、バスケットボール選手
- 1978年 - ゾーイ・サルダナ、女優
- 1979年 - 桜木信介、俳優、声優
- 1980年 - 宮里優作、プロゴルファー
- 1980年 - 酒井大輔、元プロ野球選手
- 1981年 - 加藤浩晃、医師、経営者
- 1982年 - 佐咲紗花、歌手
- 1983年 - 北尾一人、ドラマー（元ORANGE RANGE）
- 1983年 - 前田章宏、元プロ野球選手
- 1983年 - マックルモアー、ヒップホップMC
- 1984年 - 大山加奈、元バレーボール選手
- 1984年 - 早坂圭介、元プロ野球選手
- 1984年 - ユリア・オベルタス、フィギュアスケート選手
- 1984年 - ポール・ダノ、俳優
- 1985年 - AKINA、タレント、歌手（元Folder5）
- 1985年 - 藍川美聖、イベントコンパニオン
- 1985年 - 宮里藍、プロゴルファー
- 1985年 - 増田誓志、サッカー選手
- 1985年 - 上原七衣、競輪選手
- 1985年 - ブレイク・パーカー、プロ野球選手
- 1986年 - 田中翔大、スキージャンプ選手
- 1986年 - 王晨、フィギュアスケート選手
- 1986年 - 碧山亘右、元大相撲力士、年寄19代岩友
- 1986年 - マーヴィン・ウィリアムス、バスケットボール選手
- 1987年 - 田村睦心、声優
- 1987年 - 福原美穂、歌手
- 1987年 - 杉浦大毅、お笑いタレント（元ブリリアン）
- 1987年 - 三原直樹、元サッカー選手、指導者
- 1987年 - コリン・マクヒュー、プロ野球選手
- 1988年 - 小堀正博、俳優
- 1988年 - ジェイコブ・デグロム、プロ野球選手
- 1988年 - 遠野千夏、タレント、グラビアアイドル
- 1989年 - 山本健太、日本テレビアナウンサー
- 1990年 - 松原夏海、タレント（元AKB48）
- 1990年 - 如月なつき、音楽家
- 1990年 - 赤沼杏奈、歌手、タレント
- 1990年 - 加藤紗里、タレント
- 1990年 - 島井寛仁、元プロ野球選手
- 1990年 - 加戸由佳、サッカー選手
- 1991年 - クリスチャン・ビヤヌエバ、プロ野球選手
- 1991年 - 岩崎優、プロ野球選手
- 1991年 - 鬼屋敷正人、元プロ野球選手
- 1991年 - 竹澤汀、シンガーソングライター（元Goosehouse）
- 1991年 - 仁木恭平、お笑いタレント（ケビンス、元ひみつスナイパー健）
- 1992年 - 唐沢もえ、ジュニアアイドル
- 1992年 - 吉村大輝、陸上選手
- 1993年 - 岡田怜子、モデル
- 1994年 - 今井金太、元プロ野球選手
- 1995年 - 余正麒、囲碁棋士
- 1996年 - ラリサ・ヨルダケ、体操選手
- 1996年 - 火将ロシエル、コスプレイヤー、グラビアアイドル
- 1997年 - LIKI、ミュージシャン（(ACE COLLECTION）
- 1998年 - 広瀬すず[11]、女優
- 1998年 - 羽瀬川なぎ、女優
- 1998年 - 古川裕大、プロ野球選手
- 1998年 - 斉藤隆史、声優
- 2004年 - ミリー・ギブソン[12]、女優
- 生年不詳 - 春奈かおり[13]、歌手
- 生年不詳 - Revo、ミュージシャン（Sound Horizon、Linked Horizon）
- 生年不詳 - 蛭川将旨、声優
- 生年不詳 - DJ.ナイク、声優

## 忌日

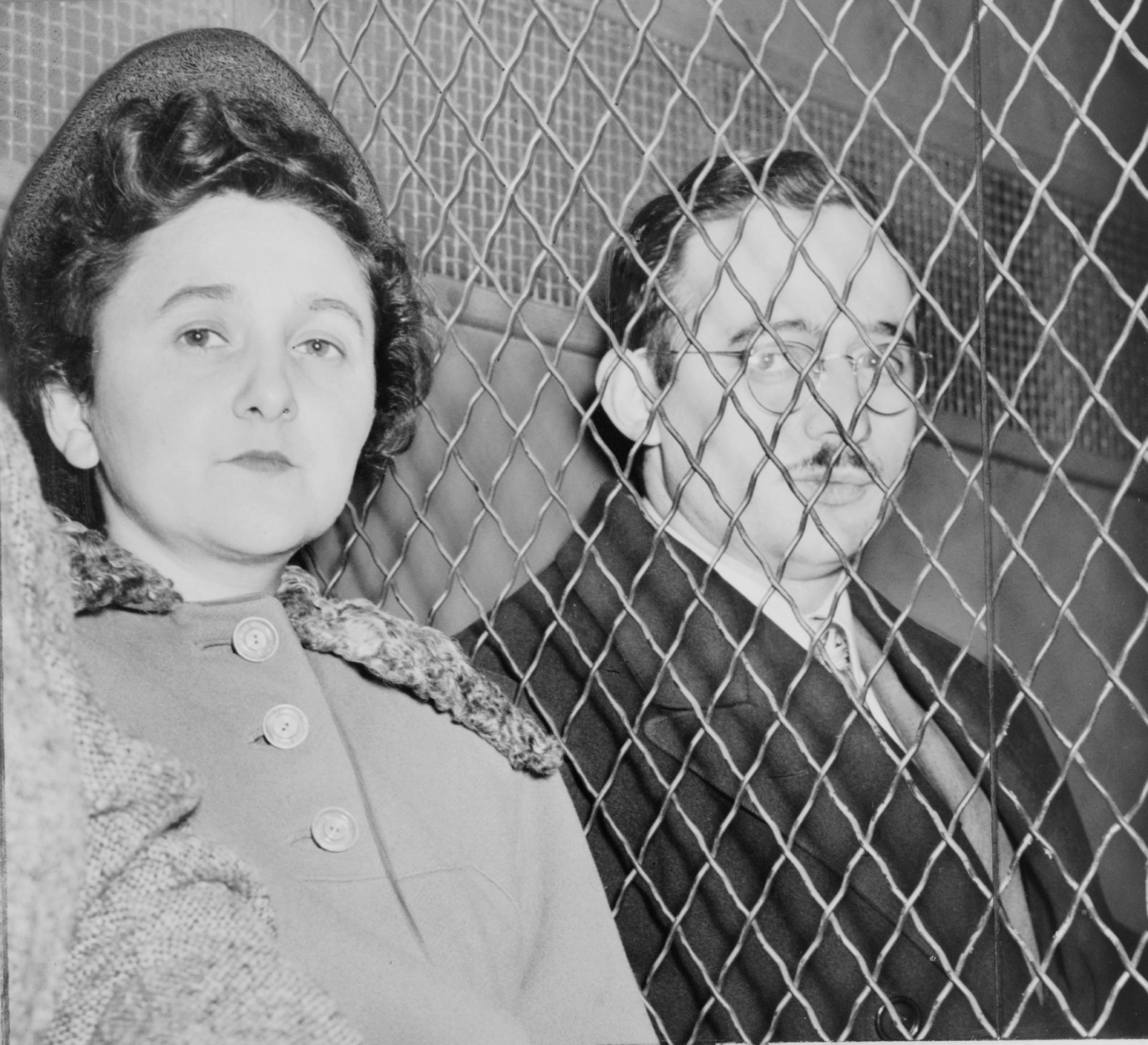
ローゼンバーグ夫妻処刑(1953)

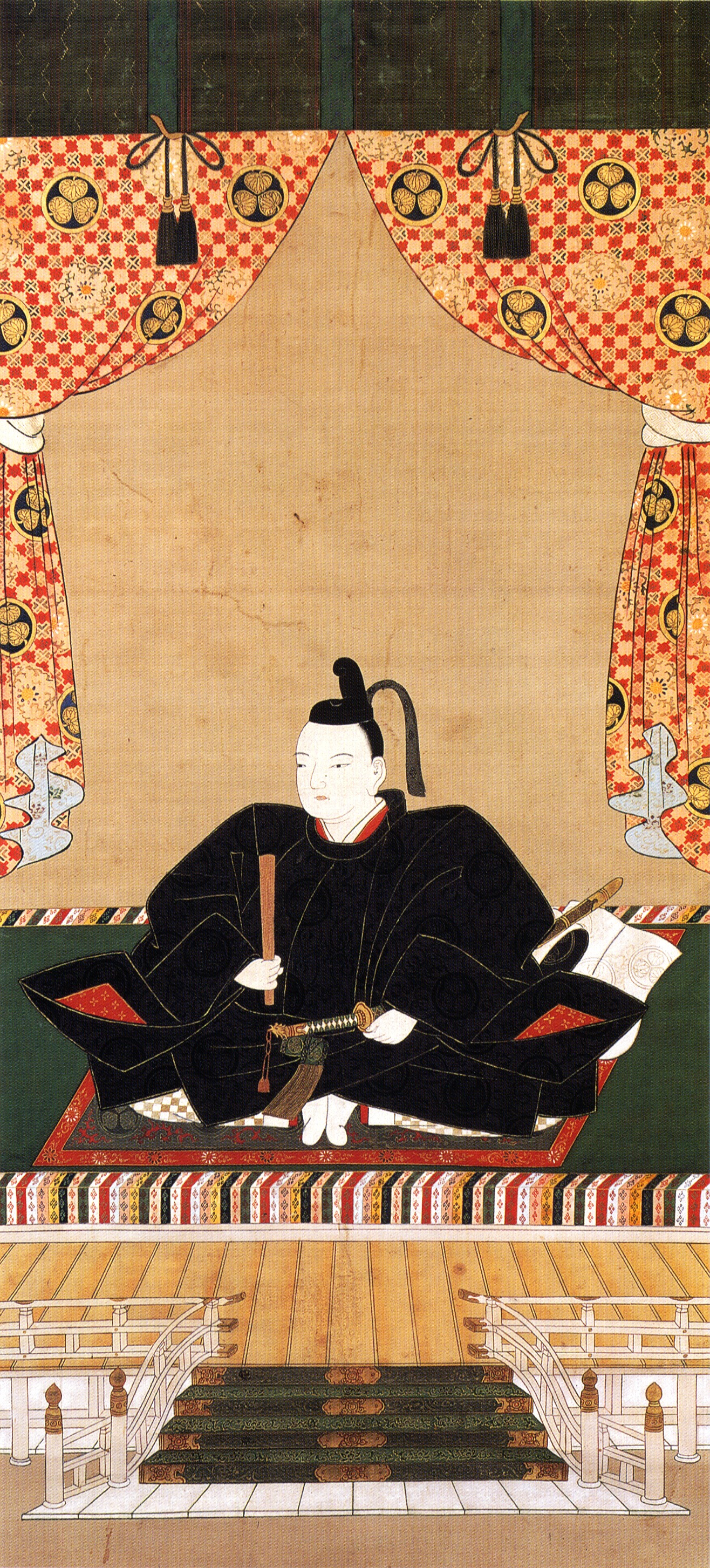
江戸幕府第7代将軍徳川家継(1709-1716)没。

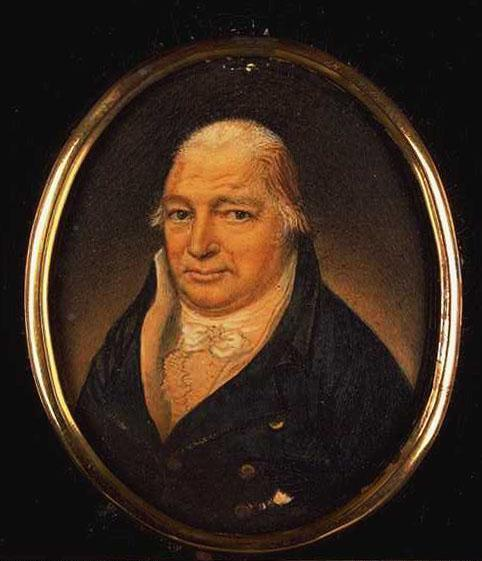
博物学者ジョゼフ・バンクス(1743-1820)没。

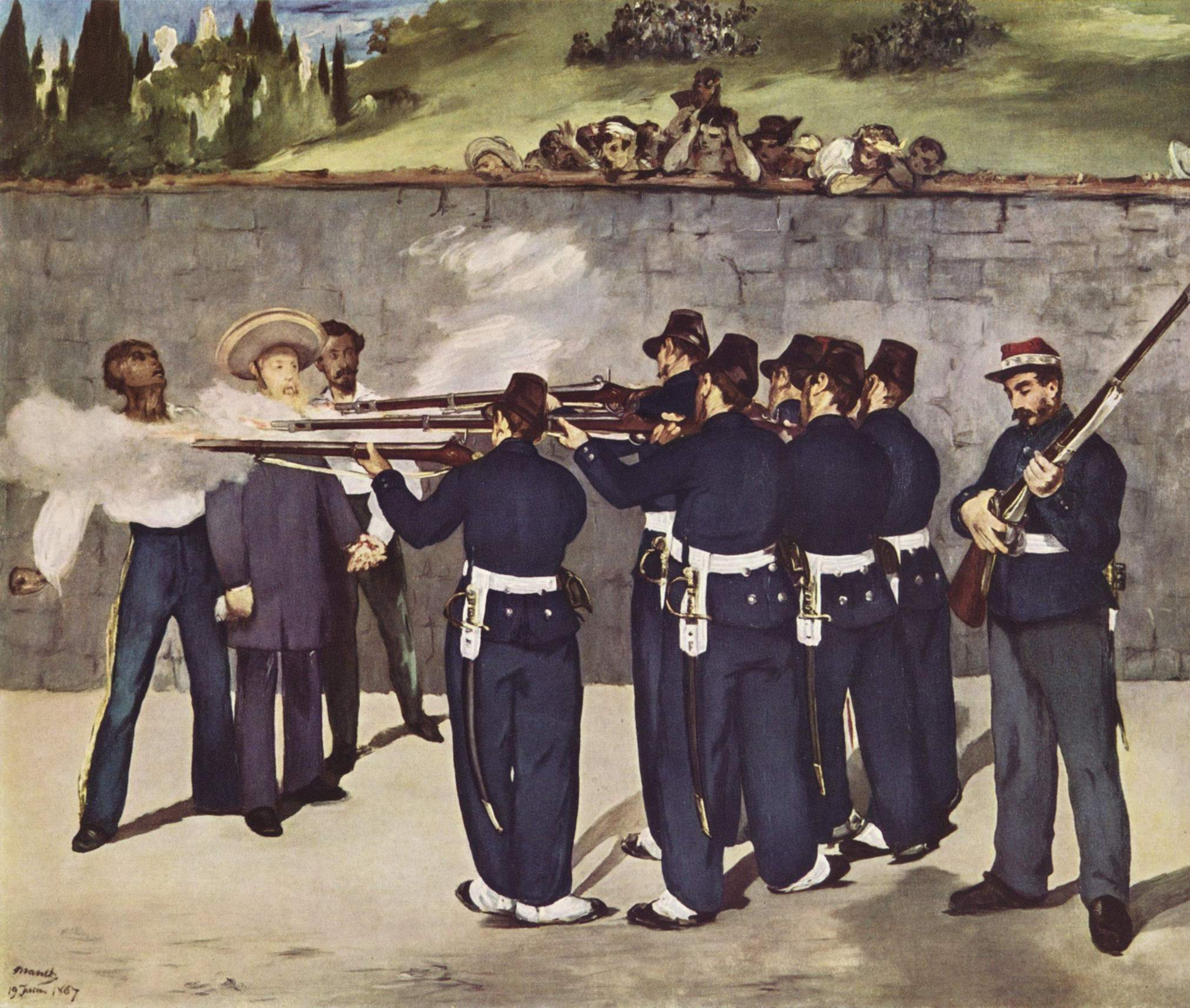
メキシコ皇帝マクシミリアン(1832-1867)銃殺。画像はマネ画『皇帝マクシミリアンの処刑』(1868)

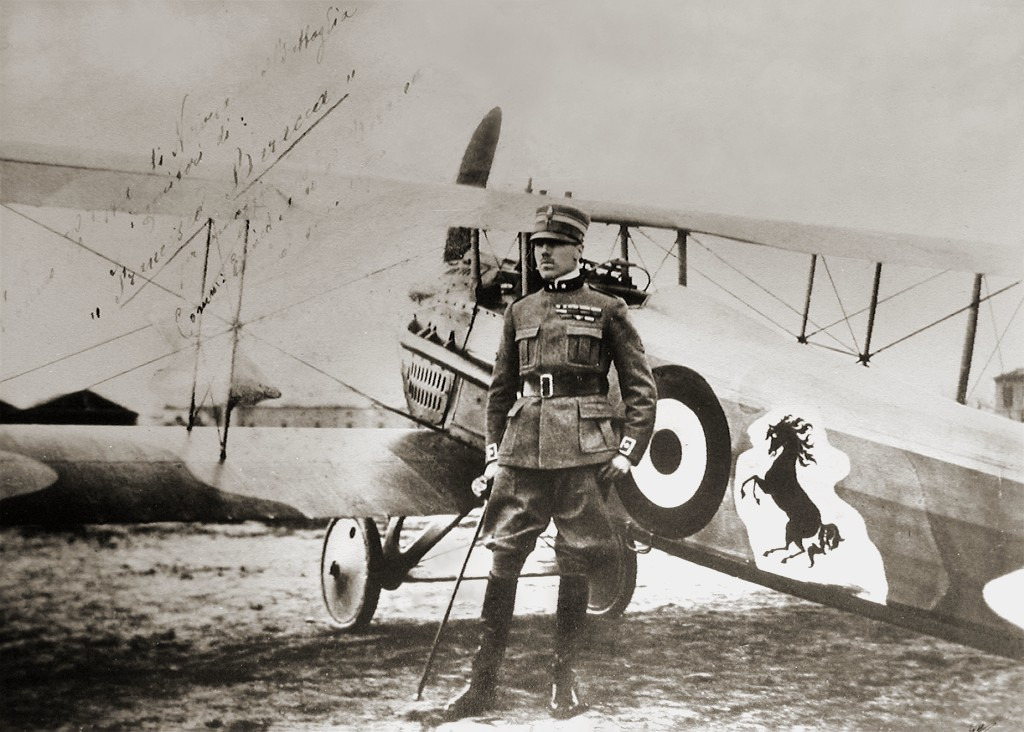
イタリア空軍パイロット、フランチェスコ・バラッカ(1888-1918)戦死。

- 626年（推古天皇34年5月20日） - 蘇我馬子、飛鳥時代の政治家、貴族
- 1053年（天喜元年6月1日） - 源倫子、藤原道長の正室（* 964年）
- 1606年（慶長11年5月14日） - 榊原康政、戦国武将（* 1548年）
- 1615年（元和元年5月23日） - 豊臣国松、豊臣秀頼の子（* 1608年）
- 1650年 - マテウス・メーリアン、版画家（* 1593年）
- 1716年（享保元年4月30日） - 徳川家継、江戸幕府第7代将軍（* 1709年）
- 1747年 - アレッサンドロ・マルチェッロ、作曲家（* 1669年）
- 1786年 - ナサニエル・グリーン、アメリカ独立戦争時の大陸軍の少将（* 1742年）
- 1787年 - マリー・ソフィー・エレーヌ・ベアトリクス・ド・フランス、フランス王女（* 1786年）
- 1789年（寛政10年5月6日） - 池田治道、第6代鳥取藩主（* 1768年）
- 1794年 - リチャード・ヘンリー・リー、連合会議議長（* 1732年）
- 1820年 - ジョゼフ・バンクス、博物学者、植物学者（* 1743年）
- 1844年 - エティエンヌ・ジョフロワ・サンティレール、博物学者（* 1772年）
- 1847年（弘化4年5月7日） - 徳川慶壽、第7代一橋徳川家当主（* 1823年）
- 1867年 - マクシミリアン、メキシコ帝国皇帝（* 1832年）
- 1902年 - アルベルト、ザクセン王国第5代国王（* 1828年）
- 1902年 - ジョン・アクトン、歴史家（* 1834年）
- 1918年 - フランチェスコ・バラッカ、エース・パイロット（* 1888年）
- 1922年 - 常陸山谷右エ門、大相撲第19代横綱（* 1874年）
- 1937年 - ジェームス・マシュー・バリー、劇作家、小説家（* 1860年）
- 1940年 - モーリス・ジョベール、作曲家（* 1900年）
- 1942年 - ヘンリー・フーパー・ブラッド、ユタ州知事（* 1872年）
- 1947年 - 阿部孝壮、日本海軍の中将（* 1892年）
- 1953年 - ジュリアス・ローゼンバーグ、ローゼンバーグ事件で処刑された夫妻の夫（* 1918年）
- 1953年 - エセル・ローゼンバーグ、ローゼンバーグ事件で処刑された夫妻の妻（* 1915年）
- 1956年 - トーマス・J・ワトソン、IBM初代社長（* 1874年）
- 1961年 - フランク・ボーゼイジ、映画監督（* 1893年）
- 1962年 - フォルクマール・アンドレーエ、指揮者（* 1879年）
- 1975年 - サム・ジアンカーナ、マフィアのボス（* 1908年）
- 1977年 - オレブ・ベーデン＝パウエル、ボーイスカウト創始者ロバート・ベーデン＝パウエルの妻（* 1889年）
- 1980年 - 木下郁、政治家、大分県知事（* 1894年）
- 1984年 - 浅見緑蔵、プロゴルファー（* 1908年）
- 1984年 - 松原操（初代ミス・コロムビア）、歌手（* 1911年）
- 1986年 - コリューシュ、俳優（* 1944年）
- 1991年 - ジーン・アーサー、女優（* 1900年）
- 1992年 - キャスリーン・マッケイン・ゴッドフリー、テニス選手（* 1896年）
- 1993年 - ウィリアム・ゴールディング、作家（* 1911年）
- 1994年 - 加藤一郎、ロボット工学者（* 1925年）
- 1995年 - 森本孝順、律宗の僧（* 1902年）
- 1996年 - エドヴィン・ヴィーデ、陸上競技選手（* 1896年）
- 1996年 - ミヤコ、漫才師（非常階段）（* 1958年）
- 1997年 - 磯崎叡、国鉄総裁、サンシャインシティ相談役（* 1912年）
- 1998年 - 石原豪人、挿絵画家、イラストレーター（* 1923年）
- 1998年 - 堀内俊宏、二見書房社長（* 1931年）
- 1999年 - 美川英二、ラグビー選手、実業家、元横河電機社長（* 1933年）
- 2000年 - 竹下登、政治家、第74代内閣総理大臣（* 1924年）
- 2000年 - 飯田徳治、元プロ野球選手（* 1924年）
- 2001年 - 石川一彦、実業家、元福岡放送社長（* 1933年）
- 2002年 - 室生朝子、随筆家（* 1923年）
- 2002年 - 出口和明、作家、宗教家（* 1930年）
- 2004年 - 芦ヶ原伸之、パズル作家（* 1936年）
- 2005年 - 福田治郎、数学者（* 1913年）
- 2005年 - 勝部真長、倫理学者、お茶の水女子大学名誉教授（* 1916年）
- 2005年 - 水島弘、俳優（* 1932年）
- 2006年 - 森塚敏、俳優（* 1926年）
- 2006年 - 沼田哲、歴史学者（* 1942年）
- 2006年 - 宮本四郎、元プロ野球選手（* 1952年）
- 2008年 - 佐々木洋興、化学者（* 1911年）
- 2008年 - 宮迫千鶴、画家、エッセイスト（* 1947年）
- 2008年 - キヨノサチコ、絵本作家（* 1947年）
- 2009年 - 田鍋友時、スーパーセンテナリアン（* 1895年）
- 2009年 - 田口タキ[14]、小林多喜二の元恋人（* 1906年または1907年）
- 2009年 - ボブ・シューラー、政治家（* 1943年）
- 2010年 - 野田愛子、裁判官、元札幌高等裁判所長官（* 1924年)
- 2010年 - 鳴門海一行、元大相撲力士、年寄第13代竹縄（* 1926年)
- 2010年 - マヌート・ボル、バスケットボール選手、慈善活動家（* 1962年)
- 2012年 - リチャード・リンチ、俳優（* 1940年）
- 2013年 - 清水英夫、法学者、ジャーナリスト、弁護士、青山学院大学名誉教授（* 1922年）
- 2013年 - ホルン・ジュラ、政治家、元ハンガリー首相（* 1932年）
- 2013年 - ジェームズ・ガンドルフィーニ、俳優（* 1961年）
- 2014年 - 吉田三郎、政治家、元東京都東久留米市長（* 1928年）
- 2014年 - 砂田一郎、政治学者、元学習院大学法学部教授（* 1937年）
- 2014年 - ジェリー・ゴフィン、作詞家（* 1939年）
- 2014年 - 森川絹枝、政治家、実業家、元神奈川県愛川町長（* 1951年）
- 2014年 - イブラヒム・トゥーレ、サッカー選手（* 1985年）
- 2015年 - 横井弘、作詞家（* 1926年）
- 2015年 - 堀池秀人、建築家、都市計画家（* 1949年）
- 2016年 - 曾根博義、日本近代文学研究者、文芸評論家、日本大学名誉教授（* 1940年）
- 2016年 - アントン・イェルチン、俳優（* 1989年）
- 2017年 - 吹田愰、政治家、第42代自治大臣、第51代国家公安委員会委員長（* 1927年）
- 2017年 - オットー・ワームビア、北朝鮮に拘束されていたアメリカ人大学生（* 1994年）
- 2018年 - スタンリー・カヴェル、哲学者、ハーバード大学名誉教授（* 1926年）
- 2018年 - 藤原智子、映画監督、脚本家（* 1932年）
- 2018年 - セルジオ・ゴネーラ、サッカー審判員（* 1933年）
- 2018年 - エリサベト・ア・ダンマーク、デンマーク王女（* 1935年）
- 2018年 - ヒューバート・グリーン、プロゴルファー（* 1946年）
- 2018年 - 宇佐美敏晴、プロ野球選手（* 1947年）
- 2019年 - 石田満、法学者、弁護士、上智大学名誉教授（* 1931年）
- 2019年 - 2代目鈴木正夫、民謡歌手（* 1937年）
- 2019年 - Etika、YouTuber、元モデル（*1990年）
- 2020年 - イアン・ホルム、俳優（* 1931年）
- 2020年 - 三輪優、政治家、元愛知県津島市長（* 1940年）
- 2020年 - 趙海一、作家（* 1941年）
- 2020年 - カルロス・ルイス・サフォン、小説家、脚本家（* 1964年）
- 2021年 - 村木賢吉、演歌歌手（* 1932年）
- 2021年 - 沢木和也、AV男優、実業家（* 1967年）
- 2022年 - 関根則之、自治官僚、政治家、第17代消防庁長官（* 1931年）
- 2022年 - 前園主計、図書館情報学者、青山学院女子短期大学名誉教授、元山梨英和大学図書館長（* 1932年）
- 2022年 - ゲンナジー・ブルブリス、政治家、元ロシア国務長官・第一副首相（* 1945年）
- 2022年 - ブレット・タグル、ミュージシャン、キーボーディスト、作曲家（* 1951年）
- 2023年 - 羽佐間重彰、実業家、元ポニーキャニオンレコード、フジテレビジョン、ニッポン放送、産業経済新聞社社長（* 1928年）
- 2024年 - ジェームス・ロッホラン、指揮者（* 1931年）
- 2024年 - 三輪勝恵、声優（* 1943年）
- 2025年 - 堀越謙三、映画プロデューサー（* 1945年）

## 記念日・年中行事

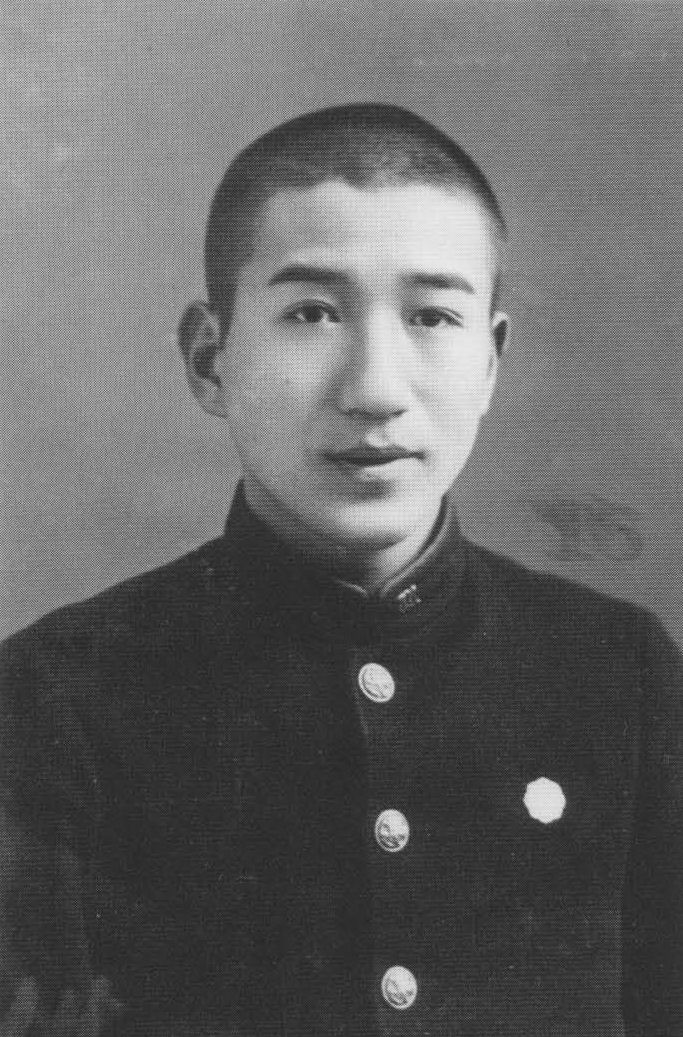
作家太宰治(1909-1948)誕生／遺体発見。

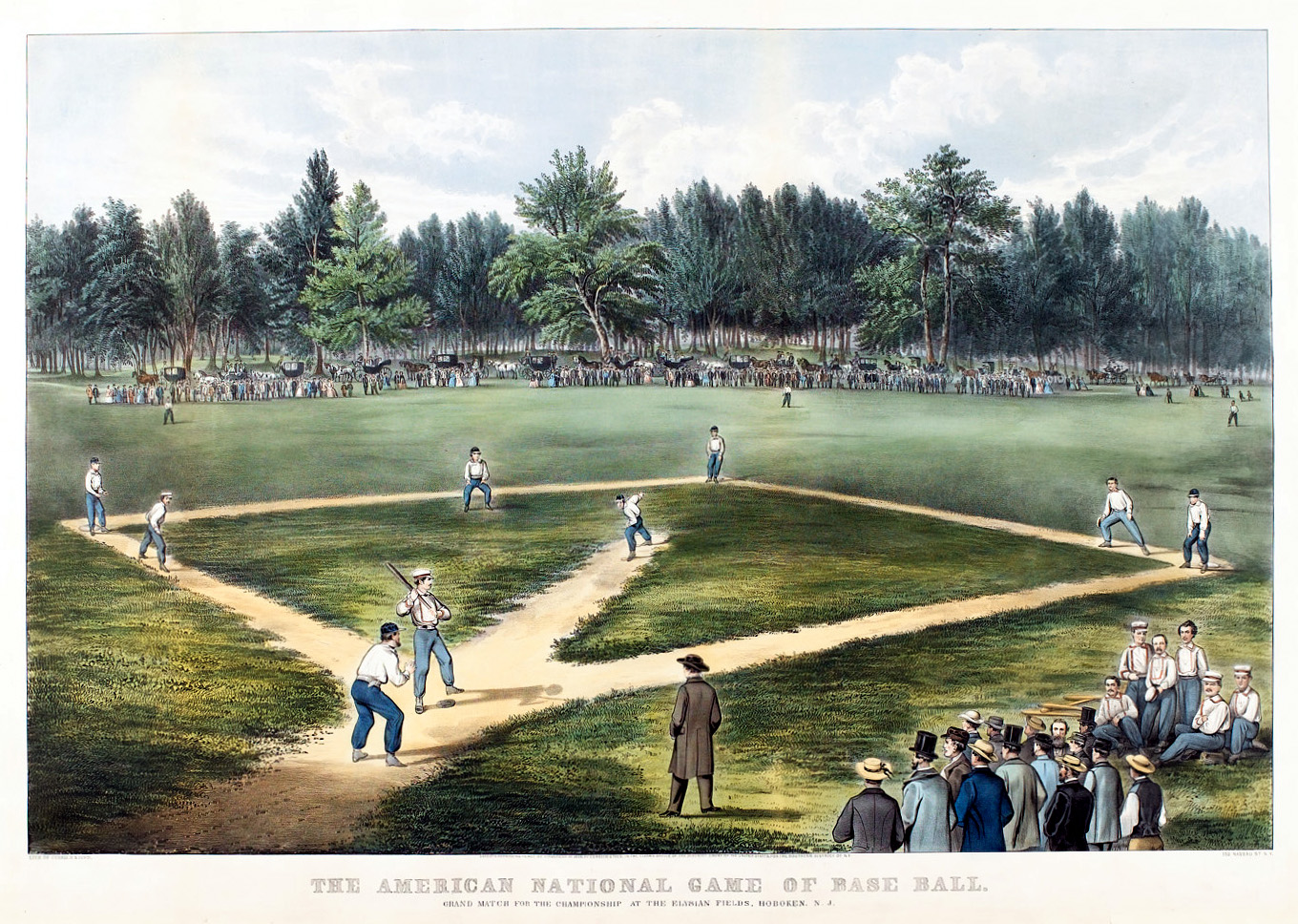
ベースボール記念日
画像は、ニュージャージー州のエリシアン球場で行われた試合を描いたリトグラフ。

- 世界鎌状赤血球症デー（ 世界）
- ホセ・ヘルバシオ・アルティガス（英語版）生誕の日（ ウルグアイ）
- 労働者の日（ トリニダード・トバゴ）
- ジューンティーンス（ アメリカ合衆国）
連邦政府によって2021年によって正式な祝日として制定。1865年のこの日に、北軍将軍ゴードン・グレンジャーがテキサスにおいて一般号令第3号（英語版）を布告し、同地で奴隷であったアフリカ系アメリカ人の奴隷身分からの解放を命令したことを記念。
- 京都府開庁記念日（ 日本）
京都府が1985年に制定。慶応4年閏4月29日（新暦1868年6月19日）に京都府が開設されたことを記念[15]。
- 朗読の日（ 日本）
日本朗読文化協会が2001年に制定。日付は、「ろう(6)ど(十)く(9)」の語呂合わせから[16]。
- 桜桃忌、太宰治生誕祭（ 日本）
1948年のこの日、6月13日に自殺した作家・太宰治の遺体が発見されたことから。「桜桃忌」の名前は桜桃の時期であることと晩年の作品『桜桃』にちなむ。またこの日は太宰治の誕生日でもあり、太宰治の出身地・青森県金木町では、生誕90周年となる1999年から、この日に行う行事の名称を「生誕祭」に改めた。
- ロマンスの日（ 日本）
日本ロマンチスト協会が制定。「本当に大切な人と極上の1日を過ごす」ことを推奨している。日付は、「ロマン(6)チッ(1)ク(9)」の語呂合わせから[17]。
- 対馬島の日（ 韓国）
2005年に大韓民国馬山市議会が条例により制定。対馬市議会などから猛抗議を受けるも、市町村合併時も合併先の昌原市が同条例を継承し、毎年行事を続けている[18]。
- プログラミング教育の日（ 日本）
株式会社ロジカ・エデュケーションが2022年に制定。日付は、プログラミングに不可欠な論理を意味する「logic（ロジック→6.10.9）」の語呂合わせから。プログラミング教育の躍進に繋がることを目的として正しい知識の発信や、実際にプログラミングに触れる機会を設けるなどの活動につながるよう制定された[19]。
- 縄文の日（ 日本）
縄文ドキドキ会が2025年から提唱。6月19日はエドワード・S・モースが大森貝塚を発見した日として知られているため[20]。
- ベースボール記念日
1846年のこの日、公式な記録に残る史上初の野球の試合がニュージャージー州ホーボーケンのエリシアン球場（英語版）で行われた[21]ことを記念[22][23]。
- 理化学研究所創設の日（ 日本）
1917年のこの日、理化学研究所が東京都文京区本駒込に設立された。
- 元号の日（ 日本）
645年6月19日（旧暦）、日本初の元号「大化」が定められた。